# Fonds commun de placement
Pour les articles homonymes, voir FCP.
Les fonds communs de placement (FCP) font partie, avec les SICAV (sociétés d'investissement à capital variable), de la famille des OPCVM (organismes de placement collectif en valeurs mobilières).

## Caractéristiques
Le FCP se distingue de la SICAV par son statut juridique. Un FCP est une copropriété de valeurs mobilières qui émet des parts. Il n'a pas de personnalité morale. Chaque porteur de parts dispose d'un droit de copropriété sur les actifs du fonds, droit proportionnel au nombre de parts possédées.
Les FCP sont soumis à des réglementations différentes de celles des SICAV (capital minimum plus faible, pas d'obligation de publier ses résultats…). En conséquence, les gérants de FCP peuvent adopter des gestions plus risquées que les gérants de SICAV. Il convient de distinguer la classification de l'AMF dont répondent les FCP, de leur orientation propre. À côté des FCP « classiques » (FCP monétaires, obligataires ou bien actions) largement diffusés par les banques de détail, certains FCP « spéciaux » ne peuvent être commercialisés dans les mêmes conditions ; ces FCP spécialisés sont en effet beaucoup plus risqués et s'adressent à des investisseurs avertis (à l'exception des FCPE, constituant à eux seuls une sous-catégorie). Parmi ces véhicules financiers, on peut distinguer :
- Les FCPR (fonds communs de placement à risque). Agréés par l'AMF, ils sont investis pour au moins 50 % en titres de sociétés non cotées. Ils présentent l'avantage d'être exonérés de toutes taxes (sauf prélèvements sociaux) si les fonds restent bloqués au moins 5 ans. Ne pas oublier cependant que le risque est important.
- Les FPCI (fonds professionnels de capital investissement - anciennement FCPR dits « allégés »). Comme les FCPR, ils sont investis à au moins 50% en titres de sociétés non cotées. Destinés à des investisseurs professionnels, ils sont tenus de respecter des ratios de division des risques et d'emprise très souples par rapport aux FCPR. Ils ne sont pas agréés par l'AMF.
- Les FCPI (fonds communs de placement dans l'innovation). Ils sont investis pour au moins 70 % dans des actions de sociétés cotées ou non, innovantes (entreprises appartenant à des secteurs de pointe tels que l'informatique, Internet, les télécommunications, la biotechnologie…), mais également issues des secteurs de pointe des industries traditionnelles. Ces produits présentent des risques élevés mais, sous réserve d'être conservés au moins cinq ans, ils bénéficient d'une réduction d'impôt sur le revenu de 18 % du montant de l'investissement (limitée à 2 160 euros par personne et à 4 320 euros par couple), et bénéficient de la même exonération d'impôt sur le revenu que les FCPR. Une réduction d'ISF est aussi prévue légalement. Celle-ci atteint jusqu'à 50 % des montants investis dans la limite de 18 000 euros de déduction.
- Les FCIMT (fonds communs d'investissement sur les marchés à terme). Ils interviennent sur les marchés à terme. Les parts de FCIMT ne sont pas cotées. C'est un produit très risqué.
- Les FCPE (fonds communs de placement d'entreprise). Ils sont dédiés aux salariés d'une entreprise et mis en place dans le cadre d'un accord de participation ou d'un plan d'épargne salariale (PEE, PEI, perco). Il peut s'agir soit de FCPE « diversifiés » (composés d'un panier de valeurs, sans qu'aucune valeur soit surreprésentée), soit de  FCPE « d'actionnariat salarié » (composés pour plus d'un tiers de titres de l'entreprise).
- Les FIP (fonds d'investissement de proximité). Un FCPR investissant dans les titres non cotés de PME peut prétendre à la qualité de FIP s’il respecte certaines conditions supplémentaires, notamment celles relatives à l’activité exercée en « majeure partie » sur quatre régions au plus, et, à ce titre, bénéficier d’un dispositif d’incitation fiscale largement similaire à celui des FCPI.